# Remain in Memory: The Final Show
Remain in Memory: The Final Show is het eerste en enige livealbum van de Amerikaanse punkband Good Riddance. Het is opgenomen tijdens hun afscheidsconcert op 27 mei 2007 in Santa Cruz, Californië en werd uitgegeven op 18 maart 2008 door Fat Wreck Chords. De band kwam echter vijf jaar na het opheffen weer bij elkaar.

## Nummers
1. "Intro" - 2:02
2. "Heresy, Hypocrisy, and Revenge" - 2:20
3. "Made to Be Broken" - 2:03
4. "More DePalma, Less Fellini" - 2:35
5. "Weight of the World" - 1:41
6. "Flies First Class" - 2:47
7. "Think of Me" - 2:07
8. "Yesterday’s Headlines" - 2:29
9. "Without Anger" - 2:42
10. "Out of Mind" - 2:23
11. "Salt" - 2:21
12. "A Credit to His Gender" - 3:00
13. "United Cigar" - 2:47
14. "21 Guns" - 1:58
15. "Last Believer" - 4:21
16. "Fertile Fields" - 2:12
17. "Darkest Days" - 2:49
18. "One for the Braves" - 2:32
19. "Shadows of Defeat" - 1:57
20. "All Fall Down" - 3:24
21. "Letters Home" - 2:24
22. "Indoctrination" - 2:06
23. "Not So Bad" - 2:26
24. "30 Day Wonder" - 1:45
25. "Steps" - 2:18
26. "Shit-Talking Capitalists" - 1:46
27. "Libertine" - 3:21
28. "Pisces / Almost Home" - 2:46
29. "Winning the Hearts and Minds" - 1:57
30. "Mother Superior" - 3:26
31. "Waste" - 3:01

## Muzikanten
Good Riddance
- Russ Rankin - zang
- Luke Pabich - gitaar
- Chuck Platt - basgitaar
- Sean Sellers - drums

Aanvullende muzikanten
- Cinder Block - zang voor het nummer "A Credit to His Gender"